# فيراموثو
ذيارمتو رامساماي وليد في 13يوليو 1953هو غنائي وروائي هندي يعمل في السينيماء التاميلية . إنه شخصية بارزة في عالم الأدب التاميل . حصل على درجة الماجستير من كلية باتشايافي تشيناي، وعمل في البداية كمترجم، بينما كان أيضًا شاعرًا منشورًا. دخل صناعة السينما التاميلية عام 1980 بفيلم نيزهالڨال ، وهو فيلم موسيقي لاجريا من إخراج بهارتاجا . خلال مسيرته السينمائية التي امتدت 40 عامًا، كتب أكثر من 7500 أغنية وقصيدة  والتي فازت بسبع جوائز وطنية وهو أكبر عدد من الجوائز لأي شاعر غنائي هندي. تم تكريمه أيضًا بجائزة ياداما شري ، ياداما بوشان وجازة شاهيناز اكاديمي ،  لإنتاجه الأدبي الغزير.